# 長野県飯山南高等学校
長野県飯山南高等学校（ながのけんいいやまみなみこうとうがっこう）は、長野県飯山市に存在した公立高等学校である。

## 概要

### 教育目標
1. 自主的な学習態度を重んじ、基礎学力の充実を図り、高い知性に基づく正しい判断力を養う。
2. 個性の確立につとめ、清純な情操と健康で活動的な生活態度を身につける。
3. 社会の一員としての自覚を深め、人間関係の正しい理解と豊かな愛情を育てる。

## 沿革
- 1921年 - 郡立下水内高等女学校として開校。
- 1922年 - 長野県に移管、長野県飯山高等女学校となる。
- 1948年4月1日 - 学制改革により、長野県飯山南高等学校となる。定時制課程を設置（本校、太田分校、外様分校、永田分校、常盤分校、岡山分校、豊井分校）。
- 1954年3月31日 - 岡山分校を廃止。
- 1957年3月31日 - 永田分校、豊井分校を廃止。
- 1957年4月1日 - 豊田分校を設置。
- 1961年3月31日 - 大田分校、外様分校、常盤分校を廃止。
- 1961年4月1日 - 照丘分校を設置。
- 1962年4月1日 - 豊田分校を廃止し、照丘分校に統合。
- 1967年4月1日 - 定時制照丘分校を廃止し、全日制課程に転換。
- 1974年1月1日 - 照丘分校が分離独立し、長野県飯山照丘高等学校となる。
- 1975年4月1日 - 男女共学を実施。
- 1992年4月1日 - 新校舎完成。（飯山市静間地区）、体育科を設置。
- 2007年4月1日 - 長野県飯山照丘高等学校と統合し長野県飯山高等学校となる。
- 2009年3月31日 - 閉校。

## 基礎データ

### 所在地
- 長野県飯山市大字静間1088番地

### アクセス
- 東日本旅客鉄道飯山線：飯山駅

### 象徴

#### 校章
- 六角形の雪の結晶の形状の中に、紫の八稜の鏡を配置、中央に金色の高の文字。

## 学校行事
文化祭は「南高祭」と称していた。

## 学校関係者と組織

### 学校関係者一覧
- 越路吹雪 - シャンソン歌手（飯山高女に在籍）
- 雪路歌帆 - 元宝塚歌劇団（「雪路かほ」で活躍）
- 河野孝典 - ノルディックスキー複合選手（アルベールビル、リレハンメルオリンピック代表、複合競技団体金メダリスト。
- 野田鉄平 - フリースタイルスキーモーグル選手（ソルトレークシティオリンピック代表）
- 山田大起 - ノルディックスキージャンプ選手（ソルトレイクシティオリンピック代表）
- 駒村俊介 - ノルディックスキークロスカントリースキー選手（トリノオリンピック代表）
- 恩田祐一 - ノルディックスキークロスカントリースキー選手（トリノオリンピック/バンクーバーオリンピック代表）
- 成瀬野生 - ノルディックスキークロスカントリースキー選手（トリノオリンピック/バンクーバーオリンピック代表）
- 柏原理子 - クロスカントリースキー選手（バンクーバーオリンピック代表）